# 北海道犬
北海道犬（ほっかいどうけん、ほっかいどういぬ）是原產自日本北海道的日本狗種，又稱為「愛努犬」和「道犬」。北海道犬與其他日本狗種一樣，有專屬的原產地域及傳殖系統，由於牠是北海道厚真町的特產犬隻，因此亦被稱為「厚真犬」。北海道犬是日本「獵犬競技會」的熱門狗之一，因為北海道犬自古就有伴隨愛努族人從事狩獵活動的紀錄，即使被放在困有熊隻的監牢中，北海道犬仍能在與熊隻對峙的情況之下顯示出過人的行動能力。雖然北海道犬並不及秋田犬與柴犬般聞名於世，但在德國一帶亦有繁育北海道犬的情況。

## 歷史

### 起源
在日本繩文時代初期，愛努人開始從東北地方過渡到北海道地界，而當時隨著愛努族人的「又鬼」（マタギ，是北海道及東北地方的古代狩獵團隊）組織，來到北海道的「又鬼犬」（一種山岳狩獵犬），就是北海道犬的其中一個源流。這個時候的愛努族人，稱呼這種「又鬼犬」為「Seta（セタ）」或「Sita（シタ）」，並驅使牠們協助出動狩獵羆及野鹿。
進入彌生時代後，一些由渡來人帶入日本的狗隻，與當時日本的本土狗隻間，開始出現了混血的情況。由於北海道一帶在地理上比較偏遠，因此當地的狗隻受影響的幅度亦自然最小，能夠較成功地保持日本古代狗種（稱為「繩文犬」）的血統。所以，北海道犬與沖繩的琉球犬一樣，較能保留古代繩文犬的血統。

### 近代以來
在1869年，英國動物學者湯馬斯·布拉基斯頓首次將北海道犬命名為「愛努犬（アイヌ犬）」。在1902年發生的日本八甲田山軍隊遭遇雪難事件中，救援隊伍曾動用北海道犬幫助搜索災場中的遇難者。直至1937年，戰前時代的日本文部省正式將北海道犬列為「天然紀念物」之一，北海道犬在這時候才正式被命名為「北海道犬（ほっかいどういぬ）」。

## 特徵
北海道犬屬於中型犬隻，耳朵細小而豎立。眼睛同樣扁小，眼梢末端朝上方延揚。體毛具備硬長及柔短二重構造，質感軟中帶硬，顏色則主要有白色、黑色、紅色及狼灰色等。北海道犬普遍性格忠實、勇敢，體質強壯，耐傷耐寒，飲食要求亦不高。雄性的北海道犬約有48至52公分高，雌性則有45至49公分高。體重方面，成年的北海道犬約有20至30公斤重。壽命約可至15歲。

## 相關文獻
- 編輯部編：《北海道犬》，誠文堂新光社，1990年6月出版，ISBN 978-4416590072。
- 佐草一優著：，出版，2004年12月出版，ISBN 978-4434056376。
- 「Shi-Ba」編輯部編：〈北海道犬物語〉《Shi-Ba》雙月刊雜誌，2003年1月號，辰巳出版。
- 土屋良雄著：，北海道新聞社，1989年，ISBN 978-4893635228。
- 北海道犬博物館（页面存档备份，存于）：（日語）北海道犬の特性（页面存档备份，存于）。
- 著：，1983年9月出版。
- （日語）北海道犬（页面存档备份，存于）網站：http://www.wnlll.com/wannyanill/index.html（页面存档备份，存于），Wan Nyan Love Land Link（页面存档备份，存于）。

## 外部連結
- 天然記念物北海道犬協會（页面存档备份，存于）
- 天然記念物北海道犬保存會